# Intel ViiV
Intel ViiV je marketinška oznaka podjetja Intel. Označuje zbirko računalniških tehnologij s posebno kombinacijo Intelovih temeljnih sestavin. Pravtako velja, da mora biti v računalniku operacijski sistem Windows Vista. V prvi vrsti pomeni oznaka ViiV ustrezen CPE, čipset, programska oprema, podpora DRM in omrežna kartica. Taki računalniki so predvsem namenjeni kot domači večpredstavni ali namizni računalniki z možnostjo delovanja kot običajni PC in središče za predvajanje. To pomeni, da lahko predvajamo DVD-je, CD-je, MP3-je, gledamo fotografije, igramo igre in predvajamo vsebine z DRM zaščito (Napster, SKY in LOVEFiLM ). 

## Različice
- ViiV 1.0 je nastal 5. januarja 2006.
- ViiV 1.5 je dodal Matrix zapis, integrirani Media Server.
- ViiV 1.6 podpira tudi Vista Home Premium in Ultimate, 32 bitno verzijo.
- ViiV 1.7 ima izboljšan uporabniški vmesnik, razširjeno medijsko zmogljivost, Poenostavljeno omrežno mapo.